# Stories yet to tell
Stories yet to tell is een studioalbum van Norma Winstone. Winstone nam in de ArteSuono Studio te Udine een twaalftal liederen op. De twee begeleiders van Winstone verzorgen een bijzondere inkleuring van de “achterstemmen” in de hoedanigheid van een bijzondere combinatie aan muziekinstrumenten. Op het album staat ook een bewerkt stuk uit de klassieke muziek; het wiegelied (Cradle song) is origineel geschreven door Komitas en uitgewerkt door Tigran Mansoerian, de teksten zijn van Winstone zelf met Christina Rossetti.

## Musici
- Norma Winstone – zangstem
- Klaus Gesing – basklarinet, sopraansaxofoon
- Glauce Venier – piano

## Muziek
| Nr. | Titel                                                                     | Duur |
| --- | ------------------------------------------------------------------------- | ---- |
| 1.  | Just sometime (Armando Manzanero, Winstone)                               | 6:10 |
| 2.  | Sisyphus (Gesing, Winstone)                                               | 5:05 |
| 3.  | Cardle song (Hoy Nazan) (zie boven)                                       | 4:33 |
| 4.  | Like a lover (Dori Caymmi, Gesing, Nelson Motta, Alan en Marilyn Bergman) | 4:10 |
| 5.  | Rush (Gesing, Winstone)                                                   | 4:48 |
| 6.  | The titles (Gesing, Winstone)                                             | 4:00 |
| 7.  | Carnera (Venier, Winstone)                                                | 4;11 |
| 8.  | Lipe Rosize (traditional, Venier)                                         | 4:56 |
| 9.  | Among the clouds (Maria Schneider, Winstone)                              | 3:32 |
| 10. | Ballo furlano (Giorgio Mainerio, Venier)                                  | 3:18 |
| 11. | Goddess (Wayne Shorter, Winstone)                                         | 5:09 |
| 12. | En mort d’en Joan de Cuncanh (minstreellied, venier)                      | 2:15 |